# ليكتور

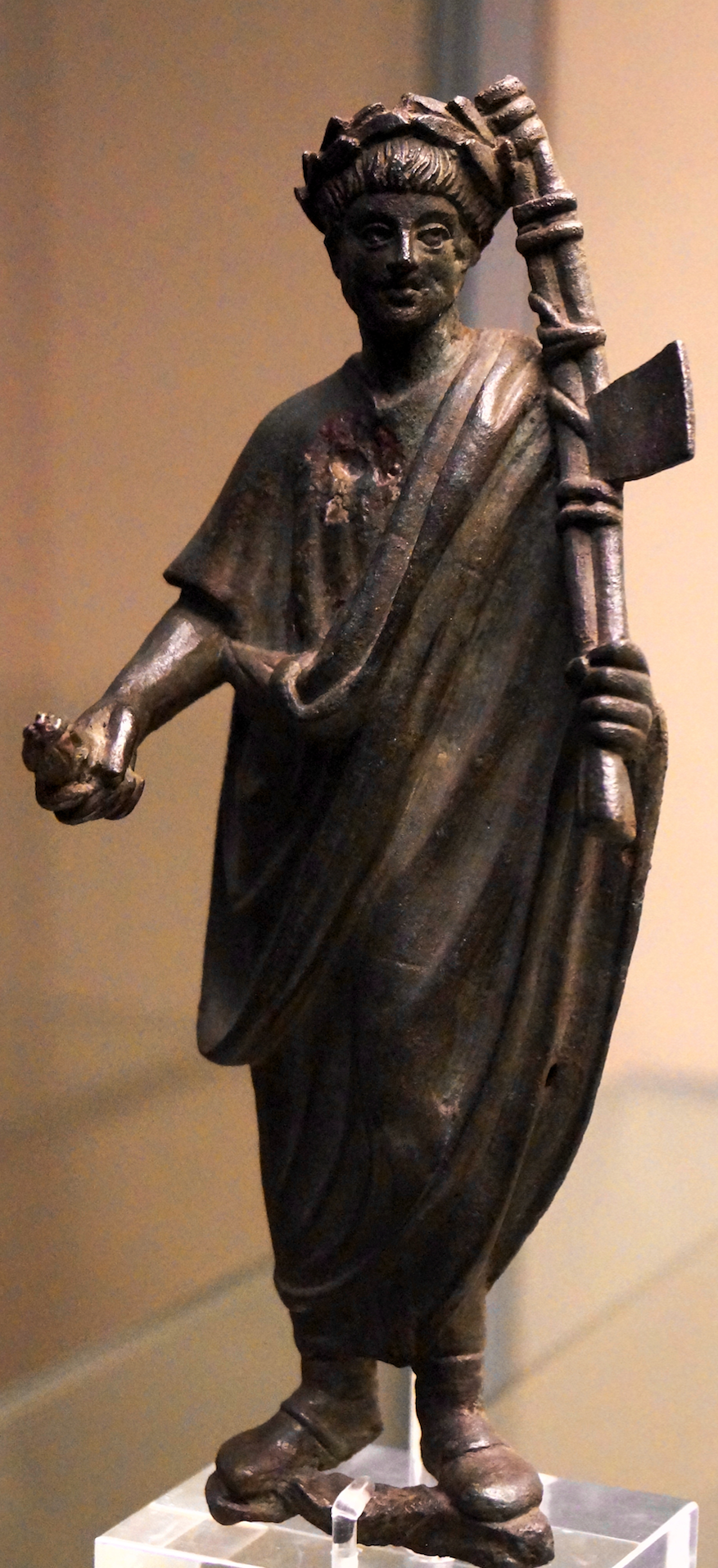
ليكتور روماني - المتحف البريطاني، لندن

اللكتور (بالإنكليزية: Lictor، وقد تكون مشتقَّة من اللاتينية: ligare، أي رَبْط) هو نوعٌ خاص من الخدم المدنيّين في روما القديمة، كانوا يعملون بالدرجة الأولى كحرسٍ شخصيّين لشخصيَّات هامة وعالية الشأن في الجمهورية والإمبراطورية الرومانيَّتين، وكانوا يتميَّزون بصلاحياتٍ لقيادة الجنود. تعود جذور طبقة اللكتوريّين إلى عهد المملكة الرومانية، وبالتالي فقد يكون وجودهم اقتبس من أقرباء الرُّومان آنذاك في إتروريا.

## النشأة
حسب المؤرّخ تيتوس ليفيوس فقد كان أوَّل من أدخل طبقة اللكتوريين إلى روما هو أول الملوك الرُّومان رومولوس ورموس، حيث عيَّن 12 لكتوراً لمساعدته بمهامِّه. هناك تبريران تاريخيَّان قد يكونان السَّبب بتعيين هذا العدد من اللكتوريين، الأول أنه كان عدداً نصح به عرَّافٌ كان يضعه الملك ورموس محلَّ ثقة كبير، وأما الثاني فهو أنَّ النظام والعدد اقتبسان كما هما من ملوك إتروريا، الذين نصَّبوا لكتوراً لكلّ من ولايات مملكتهم الإثني عشر.

## المهامّ
كانت مهمة اللكتور الرئيسيَّة أن يحضر كحارسٍ شخصي إلى مجالس أسياده. كان يحمل اللكتور عصى خشبية مزخرفةً بعقد ومزيَّنة بفأس يرمز لسلطة الإعدام. كان على اللكتور أن يتبع سيِّده أينما ذهب وفي أي وقت، بما في ذلك عند ذهابه إلى المنتدى الروماني أو لمنزله أو للمعبد أو للحمَّامات. ومن الضروريّ أن يصطفَّ اللكتوريون دوماً بخطٍّ منظَّم بجانب سيده، وعليهم أن يتحركوا مع المحافظة على نظامهم، ويكون قائد اللكتوريين (Primus lictor) دوماً واقفاً بجوار السيّد، منتظراً الأوامر أياً ما كانت. إذا ما أراد السّيد العبور عبر حشد، فإن اللكتوريين يصطفَّون حوله ليفتحوا له طريقاً آمناً مطوَّقاً بالكامل، ويدفعون بعيداً أي شخصٍ واقف إلا لو كان مسؤولاً رومانياً هاماً. ولم يكن يمكن للسيد أن يبتعد عن اللكتوريين إلا لو كان يزور مدينة حرَّة أو يتحدث إلى رجلٍ عالي الشأن بالمجتمع.
كانت للكتوريين صلاحيَّات قانونية عالية، فقد كان بإمكانهم اعتقال مواطنين رومان إذا ما أمرهم أسيادهم بذلك، بل وكان يمكنهم معاقبة من يعتقلونهم إن كانوا مذنبين بأمرٍ ما.
تناسبَ عدد اللكتوريين المحيطين برجلٍ رومانيٍّ مع أهميَّة منصب هذا الرجل، وكان من المعتاد أن يكون عددهم كالتالي:
- الدكتاتور الروماني: 24 لكتوراً داخل سور روما القديمة، و12 خارجه.
- إمبراطور روما: 12 لكتوراً، إلا أنَّ العدد ارتفع إلى 24 منذ عهد دوميتيان.
- القنصل: 12 لكتوراً.
- قاضي الفرسان: 6 لكتوريين.
- البريتور: 6 لكتوريين.
- الليغاتوس: 5 لكتوريين.
- الإيديل: لكتوران اثنان.
- الكويستور: لكتور واحد.